# هاملت في عدن
هاملت، إحدى أشهر مسرحيات وليام شكسبير، تم عرضها باللهجة "العَدَنِيّة" في مدينة عدن، اليمن، في يناير 2023 تحت اسم "هاملت في عدن". وقد تم تنظيم العرض المسرحي وإنتاجه من قبل فرقة خليج عدن المسرحية، وأخرجه عمرو جمال.

## خلفية تاريخية
لطالما ارتبطت مدينة عدن بعلاقة وثيقة مع المسرح منذ بدايات القرن العشرين. فقد شهدت المدينة أول عرض مسرحي في عام 1905، قدمته فرقة مسرحية هندية زارت المدينة وقتها، مما أثار اهتماماً متزايداً بالمسرح بين سكان المدينة وأسّس لبدء تقاليد مسرحية متجذرة في عدن.
في عام 1910، قام الماستر حمود حسن الهاشمي، الذي أصبح لاحقاً يُعرف بـ"ملك السينما" لدوره في افتتاح العديد من دور السينما في عدن، بترجمة مسرحية يوليوس قيصر لشكسبير إلى اللغة العربية. وتم تقديم هذا العرض المترجم من قبل طلاب مدرسة الإقامة في كريتر، التي تُعرف الآن باسم المتحف العسكري، مسجلاً بذلك أول مرة يقوم فيها ممثلون محليون بأداء مسرحية باللغة العربية في عدن.

## التطوير والدعم
منذ تأسيسها في عام 2005، كرست فرقة خليج عدن المسرحية جهودها للحفاظ على اللهجة العدنية المهددة بالاندثار وإحياء المشهد المسرحي المحلي. استلهم المخرج عمرو جمال، الذي يقود الفرقة، فكرة تقديم مسرحية "هاملت" في عدن بعد مشاهدته لبعض العروض المصورة لمسرحيات شكسبير التي تم توفيرها للمشاهدة عبر اليوتيوب مجاناً خلال جائحة كوفيد-19. حظيت هذه الرؤية بدعم من المجلس الثقافي البريطاني، الذي أصبح الراعي الرئيسي للإنتاج. قام المجلس بتيسير التعاون مع مسرح "الغلوب" في لندن ومسرح "فولكانو" في ويلز، حيث تم تقديم ورش عمل وجلسات تدريب للفرقة عبر الإنترنت على مدار عامين، بإشراف خبراء بريطانيين في المسرح الشكسبيري.

### الترجمة
تحت قيادة المخرج عمرو جمال، بذلت فرقة خليج عدن المسرحية جهوداً كبيرة للحفاظ على اللهجة العدنية المهددة بالاندثار. وبعد ترجمة المسرحية أولاً إلى العربية الفصحى، تولى الشاعر العدني عمرو الإرياني نقل "هاملت" إلى اللهجة العدنية. وقام الاثنان معاً باختيار كلمات وعبارات عدنية نادرة وإضافتها إلى النص، بهدف الحفاظ عليها وإثراء الترجمة.
من خلال عرض مسرحية هاملت باللهجة المحلية، سعت فرقة مسرح خليج عدن إلى تقديم مسرح أدبي رفيع للجمهور اليمني،  وخاصة الشباب، مع الحفاظ على تراثهم اللغوي وتعزيز ارتباطهم به.

## المكان والترميم
تم عرض مسرحية "هاملت" التي قدمتها فرقة خليج عدن في مبنى المجلس التشريعي التاريخي، وهو مبنى شُيّد خلال فترة الاستعمار البريطاني عام 1871. بُني المبنى في الأصل كنيسة سانت ماريا، ثم تحول إلى مقر المجلس التشريعي لعدن في عام 1947. وتم اختيار هذا المكان تحديداً لما يتميز به من طراز معماري فيكتوري، يتماشى مع أجواء المسرحية المستوحاة من القرن السابع عشر في أوروبا.
تعرض المبنى لأضرار جزئية خلال معركة عدن في حرب عام 2015، وأصبح ترميمه جزءاً مهماً من مشروع مسرحية "هاملت". موّلت فرقة خليج عدن بعض أعمال الترميم البسيطة باستخدام جزء من ميزانية الإنتاج، مع التركيز على تجديد المساحات الداخلية والمحيطة بالمبنى ليصبح ملائماً للعرض. وتم تقديم هذا التمويل إلى السلطة المحلية والإدارة العامة للآثار التي أشرفت على تنفيذ الترميم.
كان أحد الأهداف الرئيسية لعرض المسرحية في هذا المكان هو لفت الأنظار إلى الأهمية التاريخية للمبنى والدفع نحو استكمال ترميمه. وقد ساعد نجاح العرض والاهتمام الإعلامي الواسع على تسليط الضوء على هذه القضية، مما دفع منظمة اليونسكو إلى تولي مهمة الترميم الكامل للمبنى.

## الإنتاج
أقامت فرقة خليج عدن عشرة عروض لمسرحية "هاملت" خلال الفترة من 7 إلى 16 يناير 2023، وقد بيعت جميع التذاكر بالكامل. استمر كل عرض لمدة ثلاث ساعات، وارتدى الممثلون الأزياء التقليدية العدنية في مشهد وصول الفرقة المسرحية الى قلعة السينور.

### الطاقم
شمل اختيار الممثلين في "هاملت" لفرقة خليج عدن أعضاء من الفرقة وممثلين من خارجها. وقد ضمت التشكيلة ممثلين مخضرمين اعتادوا في الماضي تقديم المسرحيات الكلاسيكية العالمية . وقد منحت هذه المسرحية هؤلاء الممثلين المخضرمين فرصة للعودة إلى هذه الأعمال الكلاسيكية التي سبق لهم تقديمها في سبعينيات وثمانينيات القرن الماضي.
إلى جانب هؤلاء الفنانين المخضرمين، انضم ممثلون شباب من محافظة حضرموت، الذين كانت مشاركتهم في الأعمال المسرحية الكبيرة محدودة بسبب بُعد حضرموت عن عدن وصنعاء، حيث النشاط المسرحي، وإن كان محدوداً، أكثر نشاطاً. أحد هؤلاء الشباب قام بأداء دور هوراشيو، وقد شجّعه المخرج عمرو جمال على الاحتفاظ بلهجته الحضرمية، مبرراً ذلك بأن هوراشيو ليس من الدنمارك، وبالتالي سيكون منطقياً أن يتحدث بلهجة مختلفة عن لهجة عدن، مما أضاف بُعداً لغوياً غنياً للمسرحية.
كما تم اختيار الممثلات بعناية، منهن الممثلة المسرحية المخضرمة شروق، التي لعبت دور الملكة جيرترود، إلى جانب ممثلتين جديدتين قدمتا أول أدوارهما على المسرح. قالت نور ذاكر، التي تلعب دور أوفيليا، لوكالة فرانس برس إن كونها ممثلة "كان صعبًا لأن... المجتمع لا يقبل هذه الأشياء بسهولة". وكان ظهور الممثلات على المسرح دون حجاب مثيراً لبعض الحاضرين، مما يعكس تغيرات ثقافية حدثت على مر العقود. وعلى الرغم من تعرضهن للتنمر عبر الإنترنت، ظلت الممثلات ثابتات في أدائهن دون حجاب حتى آخر عرض.
تضمنت المسرحية أيضاً عدداً من الممثلين الشباب الذين قدموا أول أدوارهم على خشبة المسرح، وتم اختيار هؤلاء الوافدين الجدد من خلال تجارب أداء بإشراف المخرج عمرو جمال. إضافة إلى ذلك، دعا جمال فرقة "فرقة سماء عدن الفنيه والرقص الشعبي" للمشاركة في العرض لتجسيد دور الفرقة المسرحية الزائرة لقلعة إلسينور.
وقد جسّد دور هاملت أحمد اليافعي، الذي خضع لتمارين مكثفة مع المخرج لمدة خمسة أشهر. وحظي أداؤه بإشادة من الجمهور والنقاد على حد سواء.

#### قائمة الممثلين
- أحمد اليافعي بدور هاملت
- شروق محمد في دور جيرترود
- قاسم عمر في دور كلوديوس
- قاسم راشد في دور مارسيليس، حفار القبور، أوزريك
- عمرو باسم في دور ليرتيس ، عضو فرقة المسرح
- سمير سيف في دور الشبح والبحار والكاهن
- متلوب غرامات في دور بولونيوس
- أحمد يحيى في دور برناردو، الممثل الرئيسي للسفير البريطاني
- حسن عرفان في دور هوراشيو
- ناصر أحمد في دور روزينكرانتز
- عمر مجلاد في دور فرانسيسكو جيلدنسترن
- نور ذاكر في دور اوفليا
- فيصل العوالي في دور فورتينبراس

## استجابة الصحافة لمسرحية "هاملت في عدن"
أثارت مسرحية هاملت بلهجتها العدنية اهتمامًا واسعًا، حيث أشاد النقاد بتجربة المخرج عمرو جمال الجريئة في إحياء التراث اليمني على المسرح العالمي. وفقًا لتقرير الأيام، أعاد العرض تقديم "عدن" كطائر الفينيق، مستعرضًا مكانتها التاريخية رغم التحديات والإهمال، ومجددًا الوعي الثقافي للمدينة. أما إرم نيوز فأشارت إلى اختيار المجلس التشريعي كموقع يعكس الإرث الثقافي، معتبرة أن العرض ليس مجرد تجربة مسرحية، بل جزء من إحياء التراث.
بدورها، أشارت الجزيرة إلى أن المسرحية بلهجتها العدنية ومواضيعها التراجيدية-الكوميدية، نجحت في تقديم قيمة ترفيهية وثقافية للمجتمع اليمني الذي عانى من تداعيات الحرب. أما العين الإخبارية فقد علّقت على أن المسرح التقليدي، حيث يجلس الجمهور حول الخشبة، أضفى بُعدًا تفاعليًا جديدًا، مما أتاح تواصلاً وثيقًا بين الجمهور والممثلين، وأسهم في تعزيز تجربة العرض.
كما أشاد الكاتب اليمني عبدالرحمن أنيس في الشرق بأسلوب المخرج في المزج بين الكوميديا والتراجيديا، قائلاً إن المسرحية "تمكنت من تقديم شكسبير بلمسة يمنية أصيلة." وأكّد أن العرض في مبنى تاريخي كهذا يُبرز تراث المدينة، ويعيد إحياء ذاكرة المكان الذي شهد تحولات تاريخية هامة.

## ردود فعل الجمهور
لاقى إعلان عروض "هاملت" في عدن اهتماماً واسعاً من الجمهور، حيث نفدت التذاكر في غضون يومين من طرحها في الأسواق، وقد استقبلت الجماهير العروض بإيجابية فور انطلاقها.
ورغم ذلك، شهدت العروض انتقادات من قبل بعض المتشددين عبر الإنترنت، الذين حثوا الناس على عدم الحضور، وذلك لأن موقع العرض كان كنيسة سابقاً، وزعموا أن المسرحية تحمل مضامين دينية مسيحية. وقد وفرت السلطات إجراءات أمنية مكثفة في المجلس التشريعي لحماية الجمهور، وجاءت أعداد كبيرة من المواطنين لحضور العروض بحماس.
استمرت العروض لمدة عشرة أيام على الرغم من مطالبة الجمهور بتمديدها. وقد تم تغطية تكاليف العرض المحدود بتمويل من المجلس الثقافي البريطاني وبعض رجال الأعمال المحليين.
تعاني العروض المسرحية في اليمن تحديات انتاجية وتمويلية كبيرة بسبب نقص البنية التحتية، مما يؤدي إلى ارتفاع تكلفة استئجار التجهيزات الأساسية كالإضاءة وأنظمة الصوت، بالإضافة إلى الحاجة للأمن والعمالة للتنظيف. كما تتطلب العروض المسرحية والسينمائية توفير مولد كهرباء ضخم ووقود، نظراً لأزمة الكهرباء التي تعاني منها اليمن منذ سنوات. تجاوزت هذه التكاليف قدرة الإيرادات من بيع التذاكر، خاصة في ظل الأوضاع الاقتصادية الصعبة بعد الحرب، مما استدعى خفض سعر التذكرة ليكون بمتناول الجميع، حيث لم تتجاوز قيمة التذكرة دولاراً ونصف.

## روابط خارجية
- Hamlet in Aden  في قاعدة بيانات الأفلام على الإنترنت (بالإنجليزية)
- Short Documentary Hamlet in Aden at Youtube